# Jean de Cointac
Jean de Cointac também conhecido como João de Bolés, Jean Cointac, João Cointa, Jean de Bolés, João de Bolés  foi um ex-frade dominicano francês que participou da tentativa de colonização francesa do Brasil conhecida como França Antártica. Suas teorias teológicas teriam levado a uma situação de conflito religioso na colônia, culminando com a expulsão dos colonos huguenotes (bem como a execução de alguns deles). Mais tarde, o próprio Jean de Cointac teria sido expulso do Forte Coligny.
De acordo com o livro Cartas Jesuíticas - III , p. 179 temos a citação: 
"Finalmente, já em meiados de 1563, avocada a causa pelo Cardeal d. Henrique, Bolés foi remetido para o Reino, na nau Barrileira, de que era 'mestre e senhorio' Gonçalo Dias da Ponte. Entregue, a 28 de outubro do mesmo ano, ao alcaíde do carcere da Inquisição de Lisboa, respondeu a processo, durante o qual requereu uma justificação dos serviços prestados no Rio de Janeiro. O Tribunal, por acórdão de 12 de agosto de 1564, recebeu-o na Santa Madre Igreja, como pedia, sob condição de abjurar seus 'hereticos errores' e condenou-o 'em pena e penitencia' ao carcere, 'pelo tempo que parecer aos Inquisidores'."
É frequentemente confundido com outro francês, um dos autores do primeiro documento sobre a doutrina protestante no Brasil, a Confissão da Guanabara, o missionário calvinista Jacques Le Balleur, executado em Salvador na presença do padre José de Anchieta.